# Vindélicos
Los vindélicos eran una tribu que habitaba en las inmediaciones de los Alpes entre el Lago de Constanza y el río Eno.  Aparecen por primera vez en la historia cuando los romanos lograron someterlos.
Hacia 15 a. C. los romanos conquistaron una región al norte de los Alpes en la que vivían, entre otros, los vindélicos.
Las tribus vindélicas se pueden reconstruir por el censo realizado durante el tiempo de Augusto y que se menciona en la Geografía de Claudius Ptolomeo. Las entidades sociales o civitates son las siguientes:
- en el Norte: Rucinates
- abajo: Leuni y Cosuanetes
- Benlauni
- Breuni Liccates

Aparte de estos grupos, se pueden considerar como vindélicos los brigantios y estionos, que mencionara Estrabón. Estos grupos se hallaban hasta 114 d. C. en los municipios de Brigantium y Cambodunum. También podrían calificarse como vindélicos a los genaunes, aunque Estrabón consideraba a estos como ilirios.

## Literatura
- Karlheinz Dietz: Okkupation und Frühzeit. – En: Wolfgang Czysz (u.a.): Die Römer in Bayern. Theiss, Stuttgart 1995, ISBN 3-8062-1058-6 [Nachdr. Nicol 2005], páginas 18–99.
- Gunther Gottlieb: Die Eroberung des Alpenvorlandes und die Ausdehnung der römischen Herrschaft. – In: Gunther Gottlieb (u.a., Hrsg.): Geschichte der Stadt Augsburg von der Römerzeit bis zur Gegenwart. 2. durchgesehene Auflage. Theiss, Stuttgart 1985 (Erstauflage 1984), pág. 18–23.
- Annemarie Bernecker: Die Feldzüge des Tiberius und die Darstellung der unterworfenen Gebiete in der „Geographie des Ptolemaios“. Bonn 1989, pág. 40–92.

- Datos: Q15635055